# ترايل (كولومبيا البريطانية)
ترايل (بالإنجليزية: Trail)‏ هي مدينة كندية تقع في مقاطعة كولومبيا البريطانية. تبلغ مساحة هذه المدينة 34.7773 (كم²)، ويبلغ عدد سكانها 7237 نسمة حسب إحصاء سنة 2006 م، بينما كان يسكنها 7575 نسمة في سنة 2001 م. تحتل هذه المدينة المرتبة رقم 501 بين مدن كندا حسب عدد السكان والمرتبة رقم 70 في المقاطعة. نما عدد السكان في هذه المدينة بنسبة (-4.5) بين العامين المذكورين.

## توأمة
لترايل (كولومبيا البريطانية) اتفاقيات توأمة مع:
- ساغاميهارا (15 أبريل 1991 - )

## أعلام
- كاثلين هيدل
- دالاس دريك
- كرايغ كونينغهام
- راي فيرارو
- سيث مارتن
- جايسون باي

## وصلات خارجية
- الأطلس الحكومي لكندا
- إحصاءات كندا مع ساعة تعداد السكان